# Monomorium borlei
Monomorium borlei är en myrart som beskrevs av Santschi 1937. Monomorium borlei ingår i släktet Monomorium och familjen myror. Inga underarter finns listade i Catalogue of Life.